# Lázár család
A Lázár család (szárhegyi, gróf) Erdély legrégibb főcsaládjainak egyike, mely eredetére nézve magát tősgyökeres székelynek tartja. A család történetét, leszármazását gróf Lázár Miklós írta meg részletesen 1858-ban, munkáját összekapcsolva gróf Kemény Józsefnek a Lázár családról írt, kéziratban hátramaradt munkájával, számos jegyzetével.

## Története

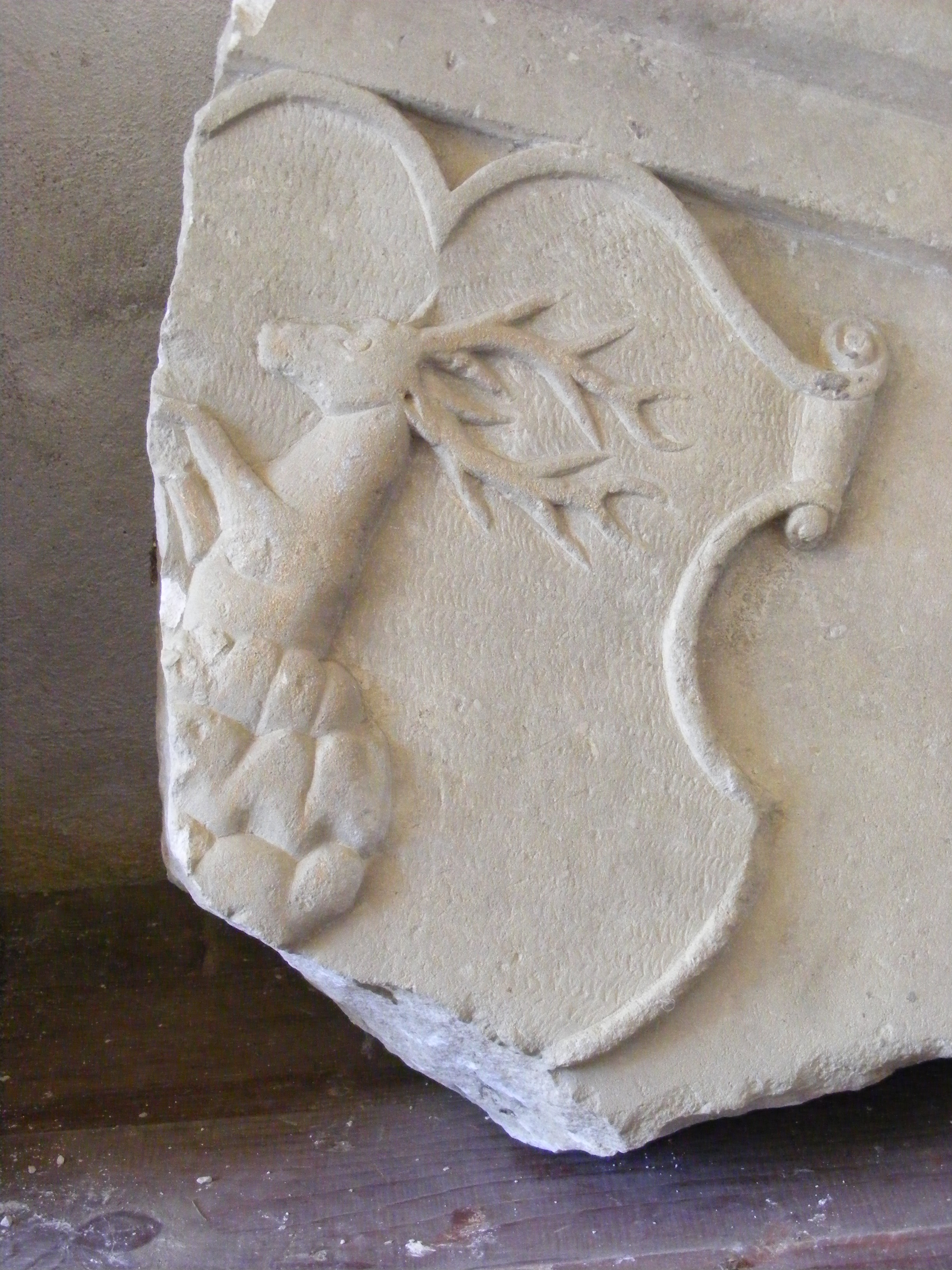
A Lázár család címere

A család ősi fészke Csíkszék és Gyergyószék, és a gyergyószéki Szárhegy, ahol a család ősi kastélya áll.
A család a keresztnév után elnevezett családok közül való, a Lázár család első alapító törzse egy Lázár nevű őse lehetett, akinek nevéből eredt később a család vezetékneve.
A család ősei közül ismertek, de róluk hiteles történelmi adatok nem maradtak fenn: Lázár Columbus, ki állítólag Krisztus után 700. évben élt, Lázár I. Balás, ki állítólag Szent István korában élt és a csíksomlyói zárda alapítója volt, valamint Lázár Egyed, kit a grófi oklevél 1345-ben csiki kapitányként említett, valamint Lázár I. Ferenc, kit 1400-ban máltai lovagnak írtak.
A Lázár család tagjai közül az elsők, akikről hiteles oklevélből is maradt fenn adat: Lázár I. Bernárd volt, akinek neve egy Csik-Jenőfalvai közlakosok közti egyesség perének jegyzőkönyvében szerepelt, és I. Bálint, a Nagy Lázár volt, aki Csik-szent-Tamási előnévvel volt megemlítve Kászonszéknek Csíktól való elválásáról készült régi leírásban.
Lázár I. Bálinttól, akit Nagy Lázár-nak neveztek, és aki Csíkszékből, a szent-Tamási Sylvester családból házasodott a család leszármazása már szakadatlanul nyomon követhető.
I. Bálintnak a Nagy Lázárnak, aki Csíkszenttamáson lakott fia volt II. Bálint, akit Kászonszék privilégiumának kieszközlése tett nevezetessé. Meghalt 1470 előtt.
Három fia volt:
- Lőrincz
- I. András, ki már Szárhegyről írta nevét, lett a Gyalakuti vonal alapítója. Hét gyermeke volt:

1/ II. Bernard - őt 1553-ban a Csíkba betört moldvaiak hurcolták el fogolyként, de később kiszabadult. Neje Madarassi Jánossy lány volt, kitől született Farkas nevű fiát 1597-ben Csikszék főkirálybírójává nevezték ki. 1599-ben az Ördög Balás által felizgatott csiki népek ölték meg. Farkas nevű fiának neje mezőmadarassi Bernáld Klára volt, kitől egy fia és egy lánya maradt, de fiában VI. Jánosban 1622 körül ága kihalt.
2/ II. Ferenc - neje Bikly Kata.
3/ I. István
4/ I. János - ő Szent-Annáról írta nevét és itteni birtokát valószínűleg a Gyulakuti családból származó anyja után örökölte. I. János 1534-ben országgyűlési követ volt. Neje Apaffi Klára volt, kitől öt fia maradt, kik között1549-es végrendeletében II. István és Mihály a gyergyói birtokot; Kászont, Lázárfalvát és Szent-Tamást kapta minden ehhez tartozó örökségével. II. Imre. III. Ferenc és II. János nevű fiai pedig a szent-annai uradalmat kapták, valamint a kisfaludi malmot és örökséget, valamint a szentannai háznál maradt minden ingó vagyont is.
5. Kata, ki Becz Imréhez ment nőül.
6/ I. Mihály, kinek neje Mikó Anna volt.
7/ Anna, ki Sándor Menyhért neje lett.
- II. Balás, ki Csik részéről 1506-ban az agyagfalvi gyűlésen követként volt jelen. Róla írták, hogy a csiksomlyói zárdának a kápolna felőli részét ő építtette. II. Balástól származott le a Csicsói vonal. II. Balásnak egy fia maradt, I. Imre, akinek bár Lázárfalván és Szárhegyen is voltak birtokai, Csicsón lakott, ezért innen írta előnevét. Csíkszék 1532-ben őt küldte Budára, I. János királyhoz, mikor Gritti adót rótt ki a székelyekre. Neje csikszentgyörgyi Ugron Domokos Margit nevű leánya volt, kitől származott unokáiban később ez az ág kihalt.

## A család nevezetesebb tagjai
- Lázár Albert (1813–1884) császári katona, 1849-es honvéd-őrnagy
- Lázár Pál (1778-1820) neje: gróf Bethlen Teréz, császári-királyi kamarás és tanácsos
- Lázár Miklós (született: 1819) neje: báró Splényi Mária, író, a család történetének leírója
- Lázár Mór (1817–1865) földbirtokos, lótenyésztő

## Külső hivatkozások
- A Wikimédia Commons tartalmaz Lázár család témájú kategóriát.